# Banca nazionale della Bielorussia
La Banca nazionale della Bielorussia (NBRB) (bielorusso: Нацыянальны банк Рэспублікі Беларусь; russo: Национальный банк Республики Беларусь) è la banca centrale dello stato della Bielorussia, con sede a Minsk. La banca fu creata nel 1922 con il nome di "Banca repubblicana bielorussa" dal Soviet dei commissari del popolo della Bielorussia, ma presto operò sotto la direzione della Banca di Stato dell'URSS. Dopo essere stata riorganizzata nel 1959 e nel 1987, la banca ha assunto la sua forma attuale nel 1990, dopo l'approvazione delle norme bancarie in seguito alla dichiarazione di indipendenza dall'Unione Sovietica.
Le monete e le banconote ufficiali che stampano e coniano è il rublo bielorusso.

## Storia
Con decreto del Consiglio dei commissari del popolo della BSSR del 3 dicembre 1921, l'ufficio bielorusso della Banca di Stato della RSFSR fu istituito presso il Commissariato del popolo delle finanze della RSS Bielorussa. L'ufficio iniziò la sua attività il 3 gennaio 1922. Un anno dopo, subito dopo l'istituzione della Banca di Stato dell'URSS, la banca divenne parte del sistema bancario dell'URSS. La banca fu riorganizzata nel 1959 e nel 1987.
La storia dell'esistenza indipendente del sistema bancario della Bielorussia e della Banca nazionale è iniziata con l'acquisizione della sovranità del paese dopo il crollo dell'Unione Sovietica. Nel dicembre 1990, la BSSR ha adottato le Leggi "Sulle banche e le attività bancarie nella RSS Bielorussa", entrate in vigore il 1° gennaio 1991. Tutti gli istituti bancari sul territorio della Bielorussia sono stati dichiarati di sua proprietà e la Banca nazionale è stata creata sulla base della Banca repubblicana bielorussa della Banca di Stato dell'URSS. Il 1° aprile 1991 è stata completata la formazione della Banca nazionale.
Nell'aprile 2023, la Banca nazionale della Bielorussia è stata aggiunta all'elenco delle sanzioni del Canada.